# Tepoto Sud
Tepoto Sud ou Ti Poto est un atoll du sous-groupe des Îles Raevski situé dans l'archipel des Tuamotu en Polynésie française. Il est appelé ainsi pour le différencier de Tepoto Nord, situé à 425 km au nord-est.

## Géographie
Tepoto Sud est situé à environ 16 km au sud-ouest de Hiti et de Tuanake, les îles les plus proches, à 33 km au sud de Katiu et à 526 km à l'est de Tahiti. C'est un tout petit atoll circulaire de 3,8 km de diamètre pour une surface émergée de 0,6 km2. Son petit lagon s'étend sur 2,5 km2 de superficie ; il est particulièrement profond et communique à l'Est par une étroite passe avec l'océan.
Tepoto est rattaché administrativement à la commune de Makemo. Il n'est pas habité de manière permanente.

## Histoire
Tepoto Sud aurait été mentionné pour la première fois par Louis-Antoine de Bougainville en 1768, mais fut accosté que le 15 juillet 1820 par l'explorateur russe Fabian Gottlieb von Bellingshausen. Il est abordé le 20 décembre 1840 par le navigateur américain Charles Wilkes lors de son expédition australe.
Au XIXe siècle, Tepoto devient un territoire français peuplé alors de quelques habitants autochtones qui obéissent au chef de Katiu tout comme les atolls Hiti et Tuanake.

## Économie
La pêche traditionnelle est pratiquée en utilisant la technique des parcs à poissons, dont deux sont disposés dans la passe. Depuis quelques années, l'atoll de Tepoto Sud est également exploité par les habitants de Katiu pour la pêche aux holothuries à des fins d'exportation vers l'Asie.

## Faune et flore
L'atoll accueille une population endémique de Chevaliers des Tuamotu.